# Савич, Милунка
Милунка Савич-Глигоревич (серб. Милунка Савић – Глигоревић; 24 июня 1890, Копривница — 5 октября 1973, Белград) — сербская военнослужащая, участница Первой мировой войны, наредник (сержант) 2-го Железного пехотного полка имени князя Михайло армии Королевства Сербия, кавалер пяти орденов (Сербии, Франции, Англии, России). Обладательница самого большого количества наград среди женщин — военнослужащих Сербии; одна из самых известных женщин, сражавшихся на фронтах Первой мировой войны. В боях была ранена как минимум девять раз, за свою выдающуюся храбрость была прозвана французами Сербской Жанной д’Арк.

## Биография

### Ранние годы
Датой рождения Милунки Савич считается 24 июня 1890, хотя в её личном деле в военных архивах указывается иная дата — 28 июня 1892. Место рождения — деревня Копривница около Йошаничка-Бани (ныне община Нови-Пазар, Сербия). Родители: Данинца и Раденко Савичи. Старший ребёнок в семье: были также младшие сёстры Миона и Славка, а также брат Милан. Хотя она выросла красивой девушкой, о замужестве Милунка не думала.

### Балканские войны
После того, как в 1912 году был издан Указ о мобилизации с 30 сентября по 3 октября, Милунка по собственному желанию отправилась на призывной пункт в Белграде и зарегистрировалась под именем Милун Савич (серб. Милун Савић). В обеих Балканских войнах 1912 и 1913 годов Милунка воевала под своим мужским псевдонимом. Спустя год открылась правда о происхождении: когда Милунка была ранена в битве на реке Брегальнице и попала в госпиталь, врачи обнаружили, что человеком, сражавшимся под именем Милуна Савича, оказалась девушка. Милунку, чей обман был раскрыт, вызвали к командиру для объяснений. Командование не изъявляло особого желания наказывать девушку, поскольку она не нарушала воинский устав и сражалась бок о бок с мужчинами в сербской армии, не уступая им. Ей предложили перевестись в санитарки или сёстры милосердия, однако Милунка отказалась и сказала, что хочет сражаться на передовой. Командир, услышав это, заявил, что подумает и завтра примет решение, в ответ на что Савич заявила о готовности ждать ответа в течение любого времени. Спустя час командир вернулся и сказал, что разрешает Милунке продолжить службу в пехоте.

### Первая мировая война

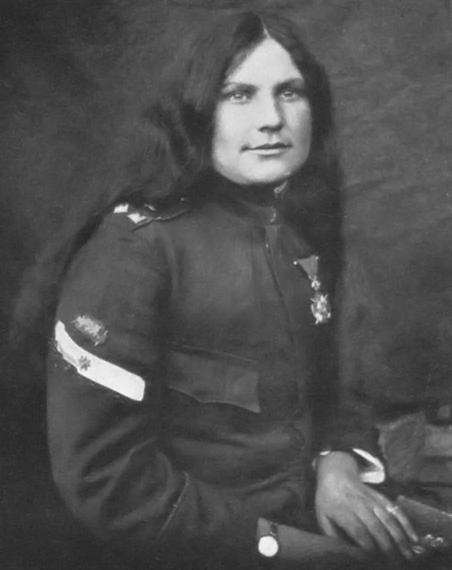
Милунка Савич с орденом Звезды Карагеоргия

Милунка не отказалась от своего желания сражаться и в 1914 году записалась в сербскую армию уже добровольцем. В Первую мировую войну она служила в 2-м Железном пехотном полку имени князя Михайло. В том же полку сражалась Флора Сандс, шотландка по происхождению, также как доброволец. Милунка приняла участие в Колубарской битве как «бомбаш» (то есть гренадер), проявила храбрость и была награждена орденом Звезды Карагеоргия с мечами. Осенью 1915 года она получила в Македонии тяжёлое ранение в голову и была отправлена на лечение в госпиталь, размещавшийся в Албании. Спустя несколько месяцев она вернулась на фронт, где продолжила воевать летом и осенью 1916 года. Во время битвы при Каймакчалане в районе Чёрной реки Железный полк сражался в составе 122-й французской колониальной дивизии: Милунка тогда снова отличилась, взяв в плен сразу 23 болгарских солдата. За свои подвиги в войну она была награждена французским Орденом почётного легиона (офицер) и французским Военным крестом с золотой пальмой (единственная женщина-военнослужащая в мире — кавалер французского Военного креста Первой мировой), сербской медалью Милоша Обилича «За храбрость», британским орденом Святого Михаила и Святого Георгия 3-й степени и российским Георгиевским крестом 4-й степени.

### Забвение в межвоенные годы
После войны Милунка работала в Боснии поваром, медсестрой и швеёй на текстильной фабрике, где шили военное обмундирование. В 1922 году она вышла замуж за уроженца Мостара Велько Глигоревича, который был моложе её на 8 лет. В браке родилась дочь Милена. Милунка удочерила ещё трёх девочек: Милку, найденную на железнодорожной станции в Сталаче; Радмилу-Вишню (1921—2004), свою племянницу и Зорку, взятую из детского дома в Далмации, которая была больна менингитом. Велько, работавший на почте, вскоре переехал в Баню-Луку и бросил Милунку с детьми.
В начале 1920-х годов Милунка за свои воинские заслуги получила землю в селе Степановичево недалеко от Нови-Сада, где с сестрой Славкой построила дом и стала заниматься земледелием. Милунке приходилось воспитывать там своих детей в отсутствие Велько. Уже затем в поисках лучшей жизни с дочерьми она отправилась в Белград искать работу. В 1929 году она стала работать уборщицей в кабинете директора банка Hipotekarna Banka, где проработала большую часть своей жизни. О Милунке и её воинских заслугах в Югославии фактически никто не вспоминал, да и пенсию она не получала. Предложение переехать во Францию и получать там военную пенсию она отклонила, оставшись жить в Белграде. Счастье ей приносили дети, которых она воспитывала: всего ей удалось вырастить 30 приёмных детей. Впрочем, её приглашали за границу на различные юбилеи, воинские торжества и мероприятия в память погибших солдат. На встрече с сослуживцами Милунка появилась в народном костюме шумадийских сербов, надев все ордена и медали, которыми была награждена.

### Вторая мировая война и последующая жизнь
Во время Второй мировой войны Милунка руководила небольшим полевым госпиталем в Вождоваце, в котором лечила раненых. После оккупации Сербии её пригласили на торжественный ужин у Милана Недича, на который был приглашён и немецкий генералитет. Милунка отклонила предложение, однако, кто-то из офицеров проговорился о том, что слышал о сербской женщине, сражавшейся против Тройственного союза в Первой мировой войне. Сразу же Милунку арестовала оккупационная полиция и отправила её в концлагерь Баница. Там она пробыла около года.
После освобождения Югославии и установления социалистической власти Милунка наконец по закону стала получать пенсию. Она продолжила жить в своём доме в Вождоваце в окружении внуков и по соседству с ветеранами войн (в конце 1950-х годов родная дочь Милена уехала работать в госпиталь). Дом разрушался, что вызывало беспокойство и у самой Милунки, и у её знакомых. Уже затем на встрече с участниками Народно-освободительной войны Югославии Милунка рассказала о своих подвигах, чем впечатлила и рядовых солдат, и высший командный состав. Узнав о её бедственном положении, военные стали требовать от властей предоставить этой женщине более приличный дом. Давление прессы было настолько сильным, что в 1972 году Белградское городское собрание вынуждено было выделить ей квартиру в доме на 4-м этаже, в котором, однако, не было лифта. Дом располагался в квартале Братьев Еркович.
5 октября 1973 от последствий трёх инсультов Милунка Савич скончалась на 84-м году жизни. Похоронена она была на Новом кладбище в Белграде. Родной дом был продан в 1974 году.

## Награды
Милунка Савич является женщиной-обладательницей самого большого числа наград времён Первой мировой войны. Из них известны следующие:

### Отечественные награды
- Золотой королевский Орден Звезды Карагеоргия с мечами (1917)
- Золотая медаль Милоша Обилича «За храбрость»
- Памятная медаль освобождения и объединения[серб.]
- Албанская памятная медаль[серб.]

### Иностранные награды
- Национальный Орден Почётного легиона IV и V степени
- Военный крест 1914—1918 с золотой пальмой

## Память

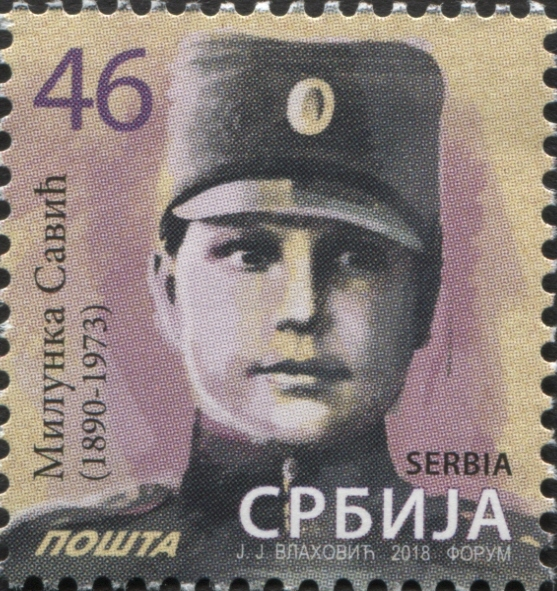
Милунка Савич на почтовой марке Сербии, посвящённой к столетию со дня окончания Первой мировой войны, 2018

В Вождоваце улица, на которой расположен дом Милунки, ныне носит имя героини Первой мировой войны, а на доме установлена памятная доска. В Йошаничка-Бане установлен памятник в натуральную величину, скульптором стал Любиша Манчич. Впрочем, внук Милунки утверждает, что скульптор не разговаривал с родственниками во время изготовления памятника, поэтому изображённая женщина не похожа на Милунку.
В Белграде также есть улица, которая носит имя Милунки Савич. Её останки были перенесены с семейного кладбища на Аллею Великанов только 40 лет спустя, 10 ноября 2013. По некоторым данным, перезахоронение осуществлялось под исполнение песни «Тамо далеко» со всеми подобающими воинскими и государственными почестями, что не совсем соответствует истине: почести как таковые не оказывались, однако при этом на похоронах с речами о Милунке выступали офицеры Югославской народной армии и члены сообществ ветеранов. Объединение солдат-добровольцев, участвовавших в войнах 1912—1918 годов, в лице детей и внуков посмертно присвоило Милунке Савич звание почётного члена объединения.
Улицы Милунки Савич есть в таких городах, как Валево, Зренянин, Ягодина, Кралево, Косьерич, Крушевац, Младеновац, Ниш, Парачин, Шабац, Степановичево и Йошаничка-Баня.
Радио и телевидение Сербии в октябре 2013 года показало на государственных телеканалах документальный фильм Слачаны Зарич и Иваны Стивенс о Милунке. В Военном музее Белграда открылась мультимедийная выставка, посвящённая военнослужащей: она продолжалась с сентября по октябрь 2013 года. 28 января 2014 года Миленко Павлов представил свой фильм «Почётный легион — Милунка Савич», чей премьерный показ состоялся в кинотеатре «Академия 28» в Белграде.
Шведская пауэр-металл группа «Sabaton» посвятила Милунке Савич композицию «Lady Of The Dark». Композиция входит в состав десятого альбома группы «The War to End All Wars»